# Ivars Kalniņš
Ivars Edmunds Kalniņš (ur. 1 sierpnia 1948 w Rydze) – łotewski aktor filmowy, teatralny i telewizyjny, a także poseł. W swojej karierze wystąpił w ponad 70 filmach i serialach telewizyjnych.

## Życiorys
Studia aktorskie w Konserwatorium Łotewskim ukończył w 1974, ale już od 1972 występował na deskach ryskiego Teatru Akademickiego im. Rainisa. Jeszcze będąc na studiach zaczął również grać w filmach.
Sławę przyniosła mu rola młodego kochanka podstarzałej primadonny w Teatrze (1978) Jānisa Streičsa. W tej adaptacji powieści W.S. Maughama zagrał u boku wybitnej aktorki Viji Artmane, dzięki której zresztą otrzymał tę rolę. Kariera Kalniņša nabrała tempa. Wystąpił później w takich filmach, jak m.in. Miliony Ferfaksa (1981), Pamiętać czy zapomnieć? (1982), Wypadek w kwadracie 36-80 (1982), Europejska historia (1984), Miłość Olgi (1985), Zdjęcie z kobietą i dzikiem (1987) czy Podniebna wojna (2005). Zagrał też w polskiej produkcji Siwa legenda (1991) Bohdana Poręby.
Kalniņš wydał kilka płyt muzycznych. Został też wybrany posłem na łotewski sejm szóstej kadencji (1995). Obecnie występuje na scenie dwóch ryskich teatrów: Małego i Nowego.